# Neophilydor
Neophilydor es un género de aves paseriformes perteneciente a la familia Furnariidae que agrupa a dos especies nativas de la América tropical (Neotrópico), cuyas áreas de distribución se encuentran entre el centro de Panamá, en América Central y el centro de Bolivia y sur de la Amazonia brasileña en América del Sur. Hasta recientemente —2023—, las especies hacían parte del género Philydor. A sus miembros se les conoce por el nombre común de ticoticos, y también hojarasqueros, limpiafrondas o limpia-follajes, entre otros.

## Características
Las ticoticos de este género son furnáridos bastante grandes, midiendo entre 16 y 17 cm de longitud, de cola larga y cuadrada. Son encontrados en selvas húmedas de baja altitud y montanas bajas. Presentan poco o ningún estriado, pero tienen una lista superciliar marcante. Comparados con los ticoticos del género Automolus, son más esbeltos y siguen un patrón más robusto.

## Etimología
El nombre genérico neutro «Neophilydor» se compone de la palabra del griego «neos», que significa ‘nuevo’, ‘diferente’, y del género Philydor, que por su vez se compone de las palabras del griego « φιλος philos» que significa ‘que ama’, y «ὑδωρ hudōr, ὑδατος hudatos» que significa ‘agua’.

## Taxonomía
Las dos especies en este género tradicionalmente hicieron parte del género Philydor que los estudios genético-moleculares de Derryberry et al. (2011) ya revelaban ser altamente polifilético. Las dos especies P. erythrocercum y P. fuscipenne no eran ni cercanamente parientes de Philydor atricapillus, la especie tipo del género; lo que fue posteriormente confirmado por estudios más recientes de Harvey et al. (2020).
Las afinidades exactas del clado formado por P. erythrocercum y P. fuscipenne no están totalmente definidas, mientras Derryberry et al. (2011) muestran que el par es hermano de Megaxenops, Harvey et al. (2020) muestran que es hermano de Anabazenops. De cualquier forma se estima que son divergentes de ambos entre diez y seis millones de años respectivamente; fenotípicamente también no se encajan, P. erythrocercum y P. fuscipenne tienen picos menores, alas más alargadas, colas más cuadradas, y tarsos más cortos comparados a Megaxenops y Anabazenops.
Por lo tanto la solución más obvia encontrada por los ornitólogos George Sangster, Michael G. Harvey, Jimmy Gaudin y Santiago Claramunt para separar el par, y dado que no había ningún nombre genérico disponible, fue describir el presente nuevo género. La separación en el nuevo género fue adoptada por las principales clasificaciones y reconocida por el Comité de Clasificación de Sudamérica (SACC) en la Propuesta No 991.

## Lista de especies
Según las clasificaciones del Congreso Ornitológico Internacional (IOC) y Clements Checklist/eBird, el género agrupa a las siguientes especies con el respectivo nombre popular de acuerdo con la Sociedad Española de Ornitología (SEO):
| Imagen | Nombre científico         | Autor           | Nombre común       | Estado de conservación | Distribución |
| ------ | ------------------------- | --------------- | ------------------ | ---------------------- | ------------ |
|        | Neophilydor fuscipenne    | (Salvin), 1866  | ticotico aligrís   | LC                     |              |
|        | Neophilydor erythrocercum | (Pelzeln, 1859) | ticotico lomirrufo | LC                     |              |